# فرينغنشتات
فرينغن اشتات (بالألمانية: Veringenstadt) هي مدينة وبلدة ألمانية تقع في ألمانيا في بادن-فورتمبيرغ. يقدر عدد سكانها بـ 2,276 نسمة .